# Wuling Motors

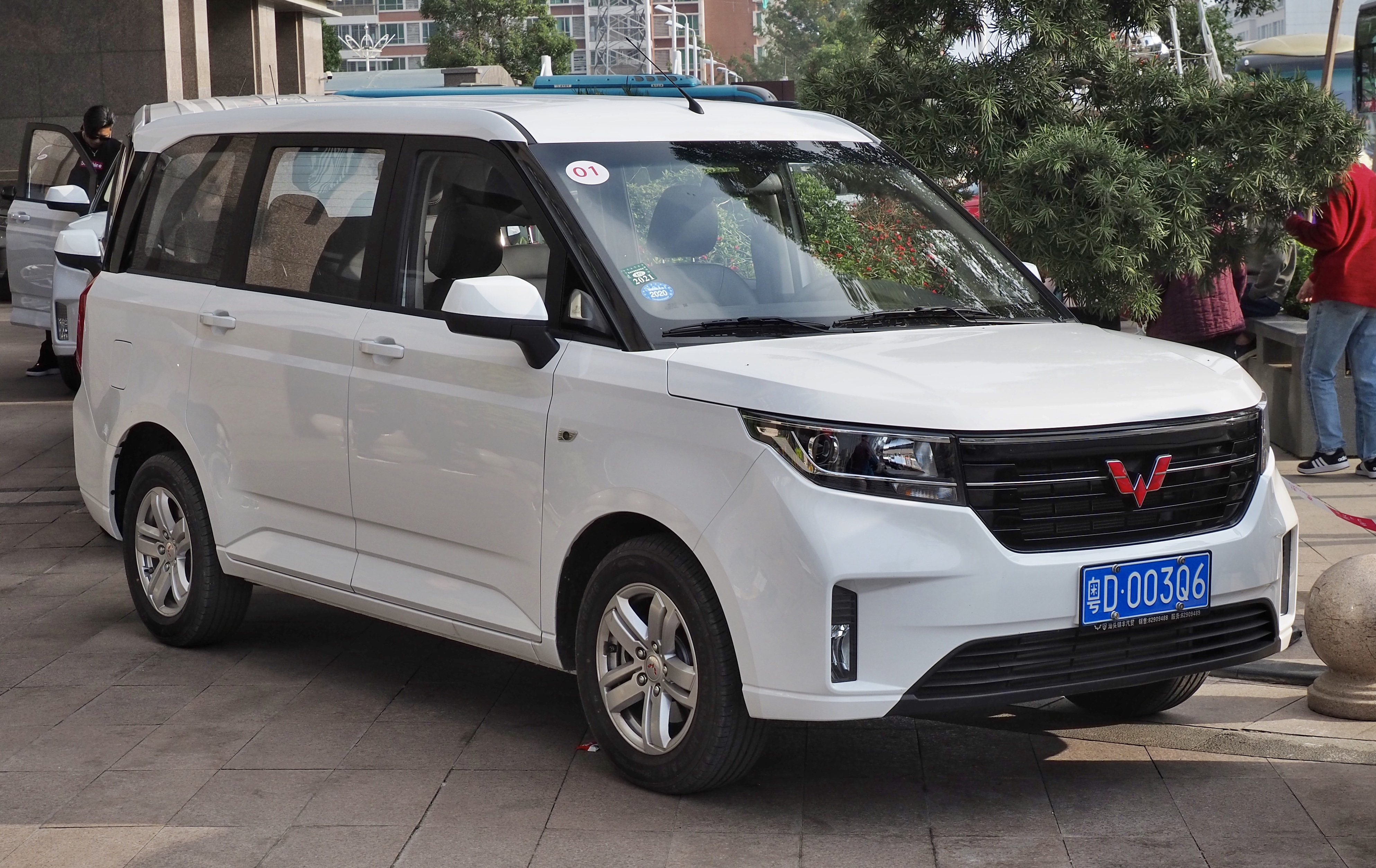
Wuling Hongguang Plus

Wuling Motor Holdings, Limited, o Wuling Motors, (五菱 汽车S, Wǔlíng QìchēP) è una casa automobilistica cinese.

## Storia
L'azienda venne fondata come Liuzhou Tractor Works nel 1958 a Liuzhou. Nel 1982 iniziò la produzione di autoveicoli. Tra la fine degli anni 80 e inizio 90 venne introdotto il marchio Wuling sulla prima automobile. La SAIC Motor rilevò il 75,9% delle azioni nel gennaio 2001 e ribattezzò la società SAIC Wuling Automobile.
Nel giugno 2002 la SAIC Wuling Automobile e la General Motors hanno costituito attraverso una joint venture la SAIC-GM-Wuling, che commercializza i veicoli con il marchio Wuling. Nel 2011, una delle vetture della casa cinese la Wuling Sunshine, ha toccato quota 943.000 esemplari venduti. Nel 2012 la Wuling è stata il secondo costruttore in Cina, con 1.212.277 veicoli venduti. A luglio 2020 l'azienda ha lanciato sul mercato cinese l'elettrica Hongguang Mini EV, che viene venduta come Dartz Nikrob EV in alcuni mercati selezionati in Europa come quello della Lituania; inoltre nei primi mesi del 2021 la vettura è risultata essere la più venduta tra quelle elettriche nel mercato cinese.

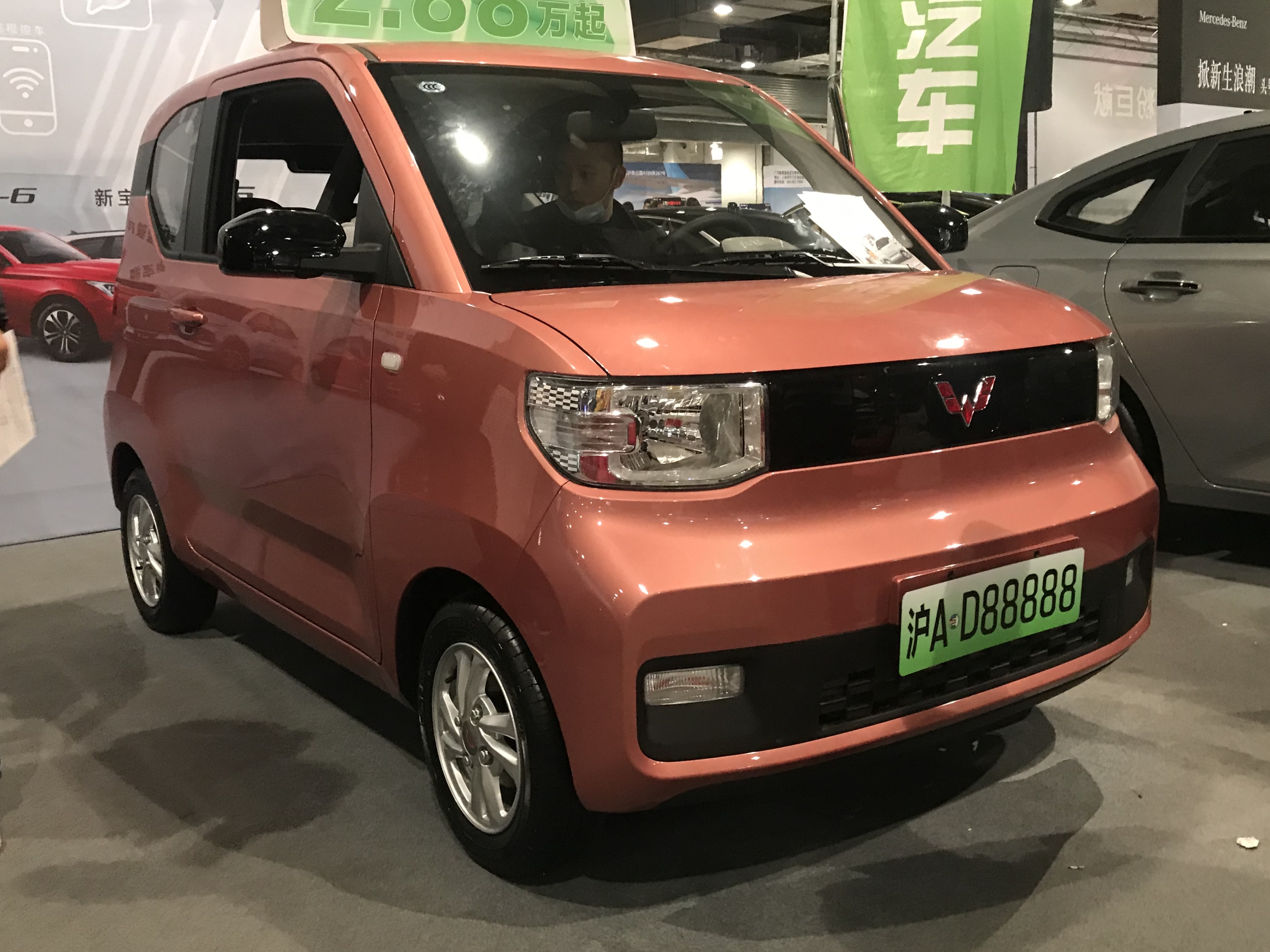
Wuling Hongguang Mini EV

## Modelli

### SAIC Wuling Automobile
- Wuling Hongguang
- Wuling Hongguang S Classic
- Wuling Hongguang S
- Wuling Hongguang S1
- Wuling Hongguang S3
- Wuling Hongguang Mini EV
- Wuling Hongguang V (successivamente ribattezzato Rongguang V)
- Wuling Hongguang Plus
- Wuling Hongtu
- Wuling Rongguang
- Wuling EV50
- Wuling Rongguang S
- Wuling Rongguang V
- Wuling Sunshine
- Wuling Sunshine II
- Wuling Sunshine S
- Wuling Sunshine V
- Wuling Sunshine
- Wuling Zhengcheng
- Wuling Confero/Confero S
- Wuling Formo
- Wuling Cortez
- Wuling Almaz
- Wuling Victory
- Wuling Zhengtu
- Wuling Xingchen

### Liuzhou Wuling Automobile Industry
- Wuling Weiwei
- Wuling V2
- Wuling M100
- Wuling S100
- Wuling Q490